# Norfolk House

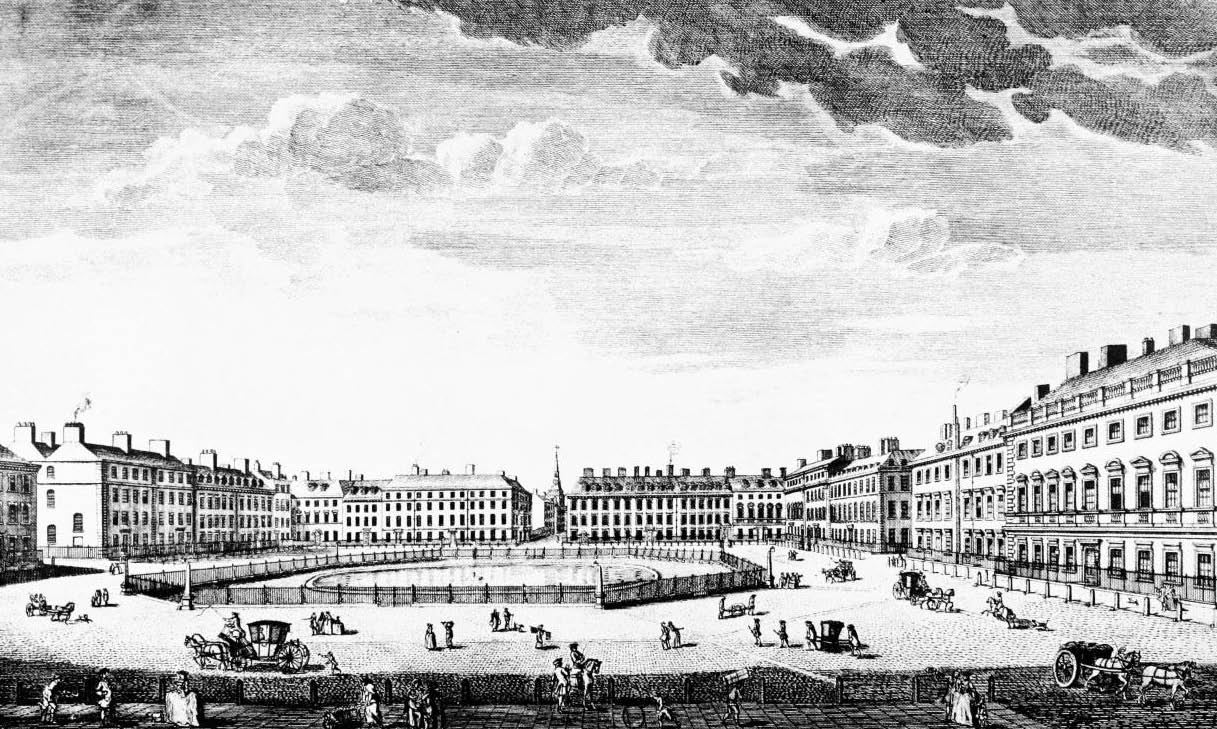
Gravura de meados do século XVIII, onde se vê a Norfolk House no extremo direito.

Norfolk House é um palácio de Londres construído, em 1722, pelo Duque de Norfolk. Situa-se no nº 31 da St James's Square (Praça de São Jaime).

## História e arquitectura

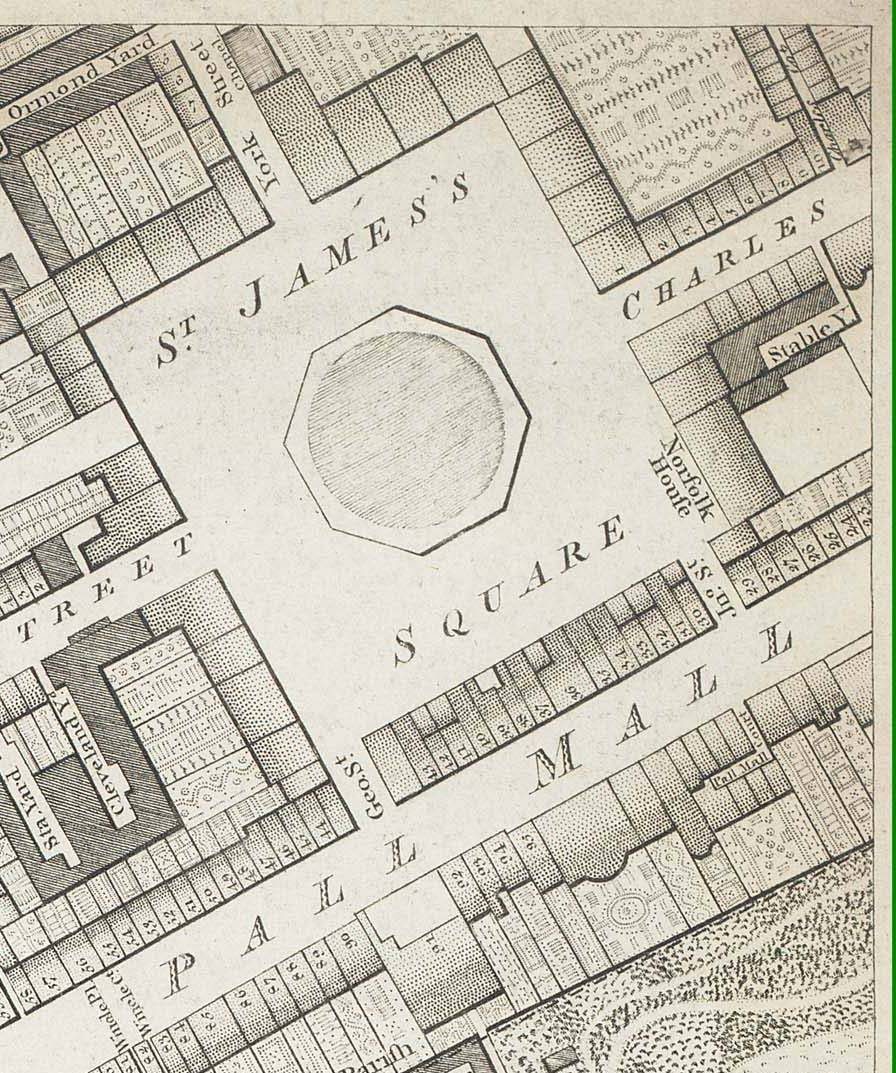
Planta da St James's Square, com a Norfolk House no número 1799.

Norfolk House foi residência real por um curto período de tempo, quando Frederico, Príncipe de Gales, pai do Rei Jorge III, lá viveu entre 1737 e 1741, depois de ter casado, em 1736, com a Princessa Augusta de Saxe-Gotha, filha de Frederico II, Duque de Saxe-Gotha. O Rei Jorge III, assim como o seu irmão Eduardo Augusto, nasceu nesta casa, que foi oferecida ao casal real pelo 9º Duque de Norfolk.
A família mudou-se para a Leicester House em 1742, permanecendo este palácio como lar do príncipe até à sua morte nove anos depois, e como o lar da sua viúva até morte desta, em 1764.
A Norkfolk House original permaneceu na posse do Duque de Norkfolk até 1938, quando se tornou num edifício de escritórios. O prédio serviu como escritório militar de uma variedade de forças aliadas, incluindo o 1º Exército Canadiano e o Quartel-general Supremo dos Poderes Aliados na Europa (SHAPE) sob o cmando do General Dwight D. Eisenhower durante a Segunda Guerra Mundial. Duas placas no exterior do reconhecem o papel desempenhado pelo edifício durante aquele conflito.
Parte do interior da casa setecentista permance intacto, em particular a Sala de Música, desenhada por Giovanni Battista Borra, entre 1748 e 1756, para o 9º Duque de Norfolk. Esta sala fazia parte dum circuito de salas de aparato situado no primeiro andar, o qual incluia três salas de estar e um quarto de aparato. Os painéis do tecto foram decorados com troféus representando as Artes, e os painéis maiores das paredes com troféus musicais, encimados por cabeças de Apolo, o antigo deus grego da música. Restaurada e redecorada no seu esquema original de pura pintura branca, com talha dourada, depois de ter estado armazenada, a sala encontra-se agora exposta no Victoria and Albert Museum.
Actualmente, o edifício alberga modernos escritórios, tendo o seu interior sido demolido e construído de novo em anos recentes.

## Ligações Externas
- Descrição detalhada e história
- «Norfolk House Music Room». Furniture. Victoria and Albert Museum. Consultado em 1 de julho de 2008. Arquivado do original em 20 de junho de 2008